# トリアゾラム
トリアゾラム（英語: Triazolam) とは、ベンゾジアゼピン系の超短時間作用型睡眠導入剤である。アメリカ合衆国のアップジョン（後にファイザーが買収）が開発し、商品名ハルシオン（Halcion）として販売され、特許切れ後は後発医薬品も発売されている。
国際的には1977年、日本では1982年に発売された。翌日への持ち越し効果がなく処方は増加したが、世界中で薬物乱用にもつながった。1989年には、10日間の連用により昼間の不安が2倍になることが報告され、離脱症状だとされた。イギリス、ドイツ、フランス、オランダ、フィンランド、ノルウェー、アルゼンチン、ブラジル、ジャマイカ、バミューダなどの国々で、承認取り消しや禁止措置が取られた。アメリカやイギリスでは、10日以内の短期の処方のための規定が行われている。本剤を含むベンゾジアゼピン系睡眠導入剤は、ふらつきの危険性があるため、高齢者に使用すべきではない。
錯乱や興奮など奇異反応が生じることがある。連用により依存症、急激な量の減少により離脱症状を生じることがある。向精神薬に関する条約においてスケジュールIVに指定されている。日本の医薬品、医療機器等の品質、有効性及び安全性の確保等に関する法律（薬機法）においては処方箋医薬品および習慣性医薬品として、麻薬及び向精神薬取締法においては第三種向精神薬として規制されている。

## 命名
商品名の『ハルシオン』は、ギリシャ神話に登場する、風波を静める伝説の鳥、Halcyonに由来する。

## 歴史
トリアゾラムは、アップジョンが開発したトリアゾロベンゾジアゼピンの1種で、1977年にオランダで、1979年にイギリスで承認された。入眠作用があり、翌日への持ち越し効果がないことから処方頻度は増加した。しかし1979年には、オランダの精神科医が「トリアゾラム症候群」として身体症状が出現することを報告し、オランダの1mg錠剤は製造中止になった。
1982年に日本で、1983年にアメリカ合衆国で承認を受けたが、早朝不眠、反跳性不眠、健忘や日中の不安の副作用が報告され、市場撤退が勧告されていた。
1980年代半ばから、六本木界隈で「アップジョンする」と言われ、ハルシオンが乱用された。
1991年に『ニューズウィーク』が危険性を特集し、日本でも9月に「安眠か悪夢か」と題して刊行され、10月には英国放送協会 (BBC) が「ハルシオンの悪夢」というドキュメンタリー番組を作成し、日本でもNHK衛星第1テレビジョンで放送された。このため、再びトリアゾラムの問題が取り上げられ、日本でもマスメディアが報道した。BBCの特集にかかわったエディンバラ大学のイアン・オズワルドは、臨床試験に実在しない患者がいると語っていた。デイヴィッド・ヒーリーの著した『抗うつ薬の功罪』には、BBCとイギリスでの規制について少し紹介されている。
イギリス保健省は、トリアゾラムの販売を停止し、そして中止した。データの捏造および副作用の虚偽の報告がなされた。ドイツでは1992年2月に承認取り消しになった。
アメリカ合衆国ではアメリカ食品医薬品局 (FDA) の委員会が、
1. 最小の有効量で短期の使用を強調し、
2. そのため10錠入りの商品を発売し、
3. 処方時には患者向けの添付文書を渡す

という制約条件を課すことで、アップジョンと合意した。
欧州連合の欧州医薬品委員会は、
1. 用量は0.125mg、場合により0.25mgとしそれを超えないこと、
2. 10日以内の処方とすること、
3. 7錠以内の包装とすること

とした。
その後1996年3月には、『ニューズウィーク』が再び「睡眠薬が麻薬代わりに」とする特集を組んだ。薬物乱用の舞台は六本木から歌舞伎町へと移り、精神科病院でも薬物依存症の割合が増加してきた。
研究では、トリアゾラムは0.125 mgの低用量使用の場合でも、精神障害（ときおり重度）と高い関連性を持つことが発見された。さらに、トリアゾラムをわずか3週間使用しただけでも、著しい不安を感じる患者が多いことが分かった。重度の精神障害が頻発することが判明し、イギリスとブラジルはトリアゾラムを禁止することを決めた。オランダは1979年に禁止し、ノルウェー・バミューダ・ジャマイカ・フィンランドでも禁止された。
医学文献では、トリアゾラムは他のベンゾジアゼピン系と比較して、精神的・暴力反応などといった異常事象の発生が顕著にみられると報告されている。トリアゾラムによる副作用の発生率の増加は、トリアゾラムの超短半減期と受容体への高親和性結合性（高力価）といった薬理学的特性によるものである。トリアゾラム短半減期と非常に高い力価が、昼間の不安の反跳・記憶喪失・混乱・精神症について、他のベンゾジアゼピンより多く発生し、また重篤な理由である。
睡眠薬について多くの論文を発表しているアメリカ合衆国の精神科医によると、トリアゾラムのリスク/ベネフィット比を考慮すると、アメリカにおいては低用量であっても、市場に残すべきかどうかとの疑問を呈している。トリアゾラムが暴力を誘発することは、いくつかの試験で受け入れられており、特に暴力犯罪の被告人に、その傾向が強くみられる。

## 適応
- 不眠症（高度の不眠症では0.5mgまで）
- 麻酔前投薬

米国では最小の有効量とし、欧州では0.25mgを上限としている。また、短期の処方となっており、それぞれ10錠と7錠のパッケージが存在する。

### 剤型
錠剤は淡紫色の0.125mg規格と、淡青色の0.25mg規格がある。
日本での包装例
- 日本のハルシオン0.125mg錠
- 日本のハルシオン0.25mg錠 10錠包装
- 後発医薬品の一例（トリアゾラム錠0.125mg「日医工」）

## 作用機序
トリアゾラムはベンゾジアゼピン系薬物であり、GABAA受容体のω1サブタイプに作用してClチャネルを開口させることでClの透過性を亢進させる。これにより過分極が発生して活動電位の発生が抑制されるため、催眠作用を発現する。

## 薬物動態
最高血中濃度到達時間は約1時間、半減期は約2.9時間、作用時間は約2時間と、超短時間型である（超短時間型として、他にゾルピデムがある）。
肝臓のCYP3A4で代謝されるため、この酵素を阻害する薬物との併用は、薬物作用が高まるので注意する必要がある。また酒との併用も、作用増強する。

## 禁忌
急性閉塞隅角緑内障の者や気管支喘息で呼吸機能が低下している者、CYP3A4を阻害するためイトラコナゾールとの併用は禁忌。また、他の中枢神経抑制作用のある薬や酒、バルビツール酸誘導体の強い影響下にある者への投与も禁忌である。

## 副作用
最も多いものに、一過性前向性健忘・抗コリン作用・翌朝への持ち越しがあるとされている。また、大量服用により、呼吸抑制を起こすことがある。
めまい・ふらつきが起きることがあるので、原則として就寝直前に服用するよう処方される。また、極めて稀であるが、夢遊病（意識のないまま、車を運転する・食事を摂る・活動するなど）の症状を起こす。
日本の添付文書の警告に、もうろう状態や夢遊行動の記載があり、記憶がない場合があることが記され、記載は他の非ベンゾジアゼピン系の薬剤であるゾピクロン（アモバン）、エスゾピクロン（ルネスタ）でも同様である。
アメリカ合衆国では、副作用についての添付文書が販売時に渡される。日本でも2002年に薬害オンブズパースン会議が説明書の添付を要望している。
アメリカ食品医薬品局（FDA）の有害事象報告システム（AERS）のデータから、殺人や暴力など他害行為の発生率は7位、睡眠薬のグループでは最大であり、8.7倍である。

## 依存性と離脱
トリアゾラムを含むベンゾジアゼピンの長期的使用は、薬剤耐性・薬物依存・反跳性不眠症・中枢神経副作用に関わるとの文献が存在する。このため、ベンゾジアゼピン系睡眠薬は可能な限り低用量・短期間での使用が推奨されている。睡眠の質は、薬物以外の治療法でも向上させることができる。トリアゾラムの離脱・薬物依存のリスクは、他のベンゾジアゼピンよりはるかに高い。トリアゾラムは、日常的な使用により依存性を生じさせるリスクが非常に高い。離脱症状は通常、トリアゾラム投与量を減量した際、または完全に停止した場合に現れる。短期的に夜間のみの服用であっても、トリアゾラムを中止した後には不眠症の悪化などの離脱症状（反跳性不眠）が発生する。
日中の離脱症状は一般的にトリアゾラムが関連している。これは非常に半減期が短いためである。多くの患者は、10日間服用しただけでも不安・悩み・視野の欠落・パニック経験・抑うつ・非現実感・妄想を経験する。これらの反応は中間半減期を持つロルメタゼパムよりトリアゾラムのほうが一般的に発生している。つまり、短時間作用型のベンゾジアゼピン系睡眠薬の服用は、より深刻な昼間の離脱症状を発生させる。催眠作用により昼間に離脱不安を起こす現象はトリアゾラムだけのものではないが、他の睡眠薬ではトリアゾラムで見られるほど重篤ではない。
トリアゾラム長期使用後の急激な断薬は、重度のベンゾジアゼピン離脱症候群を起こす。トリアゾラムおよびニトラゼパムの突然の断薬後、患者には幻聴・視覚認知障害などの精神病を起こすことが報告されている。重度の離脱症状の発生を防ぐため、投与量を段階的かつ慎重に削減することが推奨されている。
日本では、安易な連用を慎み、効果が得られたら徐々に減量して投薬を中止し、やむをえず連用する際には副作用の有無の確認を怠らないようにすべきとされている。
日本では2017年3月に「重大な副作用」の項に、連用により依存症を生じることがあるので用量と使用期間に注意し慎重に投与し、急激な量の減少によって離脱症状が生じるため徐々に減量する旨が追加され、厚生労働省よりこのことの周知徹底のため関係機関に通達がなされた。奇異反応に関して、錯乱や興奮が生じる旨が記載されている。医薬品医療機器総合機構からは、必要性を考え漫然とした長期使用を避ける、用量順守と類似薬の重複の確認、また慎重に少しずつ減量する旨の医薬品適正使用のお願いが出されている。調査結果には、日本の診療ガイドライン5つ、日本の学術雑誌8誌による要旨が記載されている。

## 乱用
ベンゾジアゼピンと非ベンゾジアゼピン系を含めた、日本の薬物乱用症例において、第2位である。
トリアゾラムを娯楽用途・多幸感を得るために医学的助言なしに長期間摂取する者がおり、乱用の恐れが高い薬物である。しかし、麻薬や他の一部の向精神薬のような多幸感はなく、サイケデリックな夢を見るわけでもない。生じるのは酒に酔ったような酩酊感である。それに加え、健忘により思わぬ事故を引き起こす可能性があるため、睡眠障害の治療以外には使用しない。
向精神薬に関する条約のスケジュールIVである。1999年に世界保健機関は、トリアゾラムなどいくつかのベンゾジアゼピンは、他のものより強い副作用を生じる可能性があるが、現時点では証拠が十分ではないとして、スケジュールの変更は行わなかった。
ヒヒを用いた嗜好薬剤自己注入テストの研究によると、ベンゾジアゼピン類の中でトリアゾラムが最も嗜好性が高いことが示された。
連続殺人犯のジェフリー・ダーマーは、トリアゾラムを被害者の沈静目的に用いており、彼の伝記によればモトリー・クルーのメンバーニッキー・シックスが、コカインとヘロインをハルシオンと共に用いていたことを参考にしていたという。